# La Toison d'or (London)
Pour les articles homonymes, voir Toison d'or (homonymie).
La Toison d’Or (titre original : Like Argus of the Ancient Times) est une nouvelle de l'écrivain américain Jack London, publiée de manière posthume aux États-Unis en 1917. Elle est traduite une première fois en français sous le titre Comme Argus dans les temps anciens (date et périodique de publication indéterminés).

## Historique
La nouvelle est publiée initialement dans le Hearst’s Magazine en mars 1917, avant d'être reprise dans le recueil The Red One en octobre 1918.

## Éditions

### Éditions en anglais
- Like Argus of the Ancient Times, dans le Hearst’s Magazine, périodique, mars 1917.
- Like Argus of the Ancient Times, dans le recueil The Red One, New York ,The Macmillan Co, octobre 1918.

### Traductions en français
- La Toison d’Or, traduction de Louis Postif, in Revue des Deux Mondes, revue littéraire, 1er mai 1939.
- La Toison d’Or, traduction de Louis Postif, in L’Appel de la forêt et autres histoires du pays de l’or, recueil, 10/18, 1973.